# Mimulopsis speciosa
Mimulopsis speciosa är en akantusväxtart som beskrevs av John Gilbert Baker. Mimulopsis speciosa ingår i släktet Mimulopsis och familjen akantusväxter. Inga underarter finns listade i Catalogue of Life.